# Jo Gaillard
Jo Gaillard  è una serie televisiva francese in 10 episodi trasmessi per la prima volta nel corso di una sola stagione nel 1975. È incentrata sulle avventure del comandante della nave francese Marie Aude, Jo Gaillard, che deve affrontare criminali di ogni risma, dai trafficanti ai contrabbandieri.

## Produzione
La serie fu prodotta da Europe Screen Gems, Office de Radiodiffusion Télévision Française, Radiotelevisione Italiana e TF1.  Le musiche furono composte da Gérard Calvi.

### Registi
Tra i registi della serie sono accreditati Christian-Jaque e Bernard Borderie.

## Distribuzione
La serie fu trasmessa in Francia nel 1975 sulla rete televisiva TF1. In Italia è stata trasmessa nel 1975 su RaiUno con il titolo Jo Gaillard.

## Episodi
| Stagione       | Episodi | Prima TV Francia |
| -------------- | ------- | ---------------- |
| Prima stagione | 10      | 1975             |